# Come in From the Rain
Come in from the Rain es el primer disco solista de Andi Deris, vocalista de la banda de power metal Helloween. Fue lanzado en 1997 y tiene un sonido diferente a los discos de su banda, con un estilo diferente en cada canción.

## Listado de canciones
Todas las canciones escritas por Andi Deris
1. "House of Pleasure" - 3:20
2. "Come in from the Rain" - 4:23
3. "Think Higher!" - 4:06
4. "Good Bye Jenny" - 4:13
5. "The King of 7 Eyes" - 4:07
6. "Foreign Rainbow" - 3:20
7. "Somewhere, Someday, Someway" - 4:06
8. "They Wait" - 4:25
9. "Now That I Know This Ain't Love" - 4:45
10. "Could I Leave Forever" - 3:16
11. "1000 Years Away" - 4:23

## Créditos

### Miembros de la Banda
- Andi Deris – Voz, guitarra
- Peter Idera – guitarra
- Gisbert Royder – bajo
- Ralph Maison – Batería, coros
- Oliver Noack - Teclado

### Músicos invitados
Todos en el tema "The King of 7 Eyes":
- Michael Weikath – guitarra
- Roland Grapow  – guitarra
- Markus Grosskopf  – bajo

- Datos: Q5151323